# کارل یان
کارل یان (انگلیسی: Karl Yune؛ زادهٔ ۱۶ آوریل ۱۹۷۵) یک هنرپیشه اهل ایالات متحده آمریکا است.

## گزیده فیلمشناسی
از فیلم‌ها یا برنامه‌های تلویزیونی که وی در آن نقش داشته‌است می‌توان به آثار زیر اشاره کرد.
- آناکونداها: شکار ارکیده خونین (۲۰۰۴)
- خاطرات یک گیشا (فیلم) (۲۰۰۵)
- مسابقه سرعت (فیلم) (۲۰۰۸)
- پولاد ناب (۲۰۱۱)
- دعوت (۲۰۱۵)
- ارو (مجموعه تلویزیونی) (۲۰۱۴–۲۰۱۵)